# Rosen Plevneliev
Rosen Asenov Plevneliev (em búlgaro:  Росен Асенов Плевнелиев; 14 de maio de 1964) é um político búlgaro, foi presidente do seu país de 2012 a 2017. Ele foi Ministro do Desenvolvimento Regional e Trabalho público de julho de 2009 a setembro de 2011 durante a administração do primeiro-ministro Boyko Borisov. Em outubro de 2011, Plevneliev foi eleito presidente em segundo turno.